# 野上真司
野上真司（のがみ しんじ、1975年4月3日 - ）は、大阪府池田市出身のプロボクサー、ボクシングトレーナー、マネージャーである。173cm、A型。池田市立池田中学校、浪速工業高等学校（現・星翔高等学校）を卒業。元WBOアジア太平洋スーパーフェザー級チャンピオン。
引退後はトレーナー・マネージャーとして、元WBO、WBC(暫定)女子世界フライ級王者の好川菜々、元WBOアジア太平洋スーパーフライ級暫定王者の川口勝太、元OPBF東洋太平洋フェザー級王者の大沢宏晋を指導。
マネージメントした好川とは、2015年7月7日に入籍。日本ボクシング史上初の王座獲得者同士のチャンピオン夫婦となる。現在は妻が会長を務めるディアマンテボクシングジムのオーナー。

## 来歴

### 現役時代
大阪帝拳ジムに入門。
1998年にプロテスト合格。
1999年2月にプロデビュー。
2002年に海外ライセンスを取得。

### 王座獲得
2002年12月15日に大阪府池田市の五月山体育館で行われた興行で、ホセ・マルティネス（メキシコ）に4RKOで勝利し、WBOアジア太平洋スーパーフェザー級の王座を獲得。
2003年1月から2004年2月までWBO世界スーパーフェザー級のランキングに名を連ねた。(最高位は11位・2003年10月)

### 引退後
引退後、整骨院勤務などを経てバーを開店したがパニック障害とうつ病を発症。
2018年の時点でも通院が続いている。
2008年にトレーナーに転向。外へ連れ出してくれたボクシングの存在に「迷ったけど、求められるということがありがたかった」と後に感謝を述べている。
2010年5月、当時ノーランカーだった大沢宏晋とコンビを組み、OPBF東洋太平洋フェザー級王者に育てる。
2011年11月12日、ラスベガスMGMグランド・ガーデン・アリーナで行われたWBO世界ウェルター級タイトルマッチでマニー・パッキャオと対戦した、世界タイトル3階級制覇チャンピオンのファン・マヌエル・マルケスのメディカルトレーナーとしてチームに同行。
2012年5月、全日本女子アマチュアボクシング王者・好川菜々を指導。中国・秦皇島で行われた、第7回AIBA世界女子ボクシング選手権（フェザー級）にてベスト16に導く。
2012年10月27日、東京都で行われたWBC世界スーパーフェザー級タイトルマッチで粟生隆寛に挑戦したガマリエル・ディアスの参謀役としてサポート。世界王座奪取を成功させた。（現役時代にはディアスのスパーリングパートナーも務めていた）
2012年12月8日、MGMグランド・ガーデン・アリーナで、マニー・パッキャオと4度目の対戦を行ったファン・マヌエル・マルケスのチームに再同行。(マルケスは6R KO勝利を飾り、雪辱に成功)
2013年1月22日、大沢宏晋が韓国で行ったJBCが認定していないタイトルマッチに出場させた上、その試合を「ノンタイトル10回戦」とJBCに虚偽報告したとしてセコンドライセンス取り消し処分を受ける。その後は松原市の雅ボクシングジムに移籍、マネージャーを務める。
2014年3月、好川菜々が世界挑戦経験を持つ同級3位クリカノック・アイランドムエタイ（タイ）に1R TKO勝ち。OPBF東洋太平洋女子ライトフライ級チャンピオンに育てる。
2016年3月12日付で3年ぶりにセコンドライセンス再交付を受け、同年4月29日の興行より復帰。
2016年10月9日、好川菜々が前WBO女子世界ライトフライ級王者の李恩惠（韓国）と対戦。10回判定勝利（95-95、96-94×2）し、WBO女子世界フライ級王座を獲得。自身初の世界チャンピオンを育てる。
2016年10月28日、川口勝太がフィリピン カガヤン・デ・オロでWBOアジア太平洋スーパーフライ級暫定チャンピオンのラクニラン・ムアントランサラカン（タイ）に9回負傷判定勝ち(87-84×3)し、殊勲の海外王座奪取をサポートした。
2017年12月16日、好川菜々が元メキシコ ライトフライ級チャンピオンのデリア・ロペスとメキシコ・テカマクでWBC女子世界フライ級暫定王座を争い、10回判定勝ち(96-94、94-96、96-95)し、敵地で世界王座奪還を成功させた。
2018年5月24日、ディアマンテボクシングジムをオーナーとして設立。
同ジムの会長は妻である野上奈々(好川菜々)が就任。自身の病気の経験を生かし、ジムの看板には「不登校やいじめの相談に乗ります」と掲げている。
2021年のコロナ第5波の時期に新型コロナウイルスに感染し、当時受け入れ可能な病院もなく、妻も臨月という状態で死線を彷徨う経験をした。

## 受賞歴
- WBCベストカップルアワード

2015年3月12日、好川菜々の世界戦に向けて合宿に訪れたメキシコのWBC本部に於いて、日本で行ってきた病気と戦う人々や子供を訪ねて触れ合ってきた慈善活動や社会的貢献を評価され受賞。
- 大阪府警・大阪府交通安全対策協議会 感謝状

2016年7月9日、二人は『日本初のボクシングチャンピオン夫婦』として大阪府警・大阪府交通安全対策協議会が行っている「飲酒運転防止プロジェクト・平成27年度広報開発モデル」に就任。大阪府飲酒運転撲滅キャンペーンイメージキャラクターとしてポスターモデルを務め、大阪府警城東警察署「歳末警戒部隊の発隊式」の式典で一日署長や曾根崎警察署主催の「飲酒運転撲滅イベント」に参加する等、多くの活動で貢献したとして、同協会長の松井一郎氏より感謝状が贈呈
- 堺市長・感謝状

トレーナーとして選手の育成に努め、同市内ボクシングジム初の世界チャンピオン輩出に貢献。これは同市のスポーツ推進に寄与するものとして、堺市・竹山修身市長より贈られた。
- WBCケアーズ特別賞

2017年に発生したメキシコ中部地震、チアパス地震の被災者に対し、世界ボクシング評議会(WBC)の慈善団体(WBC CARES)へ義援金を送ったことに対し、WBCのマウリシオ・スレイマン会長から贈られ「ボクサーは強いだけでなく人々に対して助け合う優しさを合わせ持たなくてはならない。彼女たちはボクサーである前に人間としてとても素晴らしい精神を示してくれた。遠い日本から被災に苦しむ私たちの友のために助け合いの精神を贈ってくれたことを心からたたえたい」とコメントされた。
- WBOカップルアワード

2019年12月3日から5日まで東京ドームホテルで行われた、第32回WBO年次総会で「ＷＢＯで唯一のチャンピオン夫婦で堺市にジムを構えて優秀なジュニア世代の育成を行う他に、警察と協力して飲酒運転の撲滅を呼びかけたり、消防局と防火予防運動を行なうなど、ＷＢＯチャンピオンとしての誇り高き活動を行なっている」とジミー・レノン・ジュニアリングアナウンサーから紹介され、ＷＢＯのフランシスコ・バルカルセル会長より記念のミニベルトが贈られた。
- ダイヤモンドフィスト賞

2020年2月7日に東京ドームホテルで行われた、2019年度年間優秀選手表彰式で、社会貢献が顕著な選手・関係者に贈られる「ダイヤモンド・フィスト賞」を受賞した。日本初のチャンピオン夫婦として、ボクシング経験を生かしたボランティア活動、難病と闘う患者や養護施設の子供らに元気、勇気を与えてきた活動が評価されての受賞。

## ボクシング以外の活動
- 飲酒運転撲滅キャンペーンキャラクター

妻の好川と共に、日本初のチャンピオン夫婦として大阪府警の平成27年度・飲酒運転撲滅キャンペーンポスターのイメージキャラクターに任命。
同ポスターは、2014年12月中旬〜2015年12月までの1年間、公共機関、警察、各市町村、交通安全推進機関・団体及びハンドルキーパー運動推進協力店を通じて、広く府内各所に掲出、配布されている
- 大阪府警城東警察署一日署長

2016年11月30日、大阪府警城東警察署「歳末警戒部隊の発隊式」の式典で一日署長を委嘱。
- 池田市観光大使

2018年2月22日、出身地である池田市の倉田薫市長より池田市観光大使の委嘱を受ける。
- 堺消防局一日署長

2018年3月1日、堺消防局「平成30年春の火災予防運動」の式典で一日署長を委嘱。
- 奈良県郡山警察署一日署長

2018年4月7日、郡山警察署の一日署長として「KNOCK　OUT！飲酒運転！！」として、酒類提供飲食店において飲酒運転撲滅に向けた啓発活動に参加。
- 大阪府警痴漢・盗撮撲滅キャンペーンポスターモデル

2018年7月19日、大阪府警曽根崎警察署主催の「平成30年度、痴漢・盗撮撲滅キャンペーン」のイベントに参加。キャンペーンポスターモデル就任を発表。同ポスターは、大阪府鉄道警察隊より、各私鉄駅構内や、役所関連に配布・掲示されている。
- 関西テレビ・よーいドン! 「となりの人間国宝さん」

2017年と2024年の2度認定証シールを貰っているほか、弟子の安村可麗も2020年に認定されており、番組内でも非常に珍しい師弟国宝さんとなった。

## 獲得タイトル
- WBOアジアパシフィックスーパーフェザー級王座